# Elassoctenus
Elassoctenus là một chi nhện trong họ Zoridae.